# Montferratské markrabství
Montferratské markrabství (italsky Marchesato del Monferrato) byl středověký stát náležící ke Svaté říše římské, jenž ležel v oblasti nazývané Montferrat (latinsky Mons ferratus, „Železná hora“; italsky Montferrato; francouzsky Montferrât či Montferrat), dnes součást historického Piemontu na severozápadě Itálie. 

## Geografie

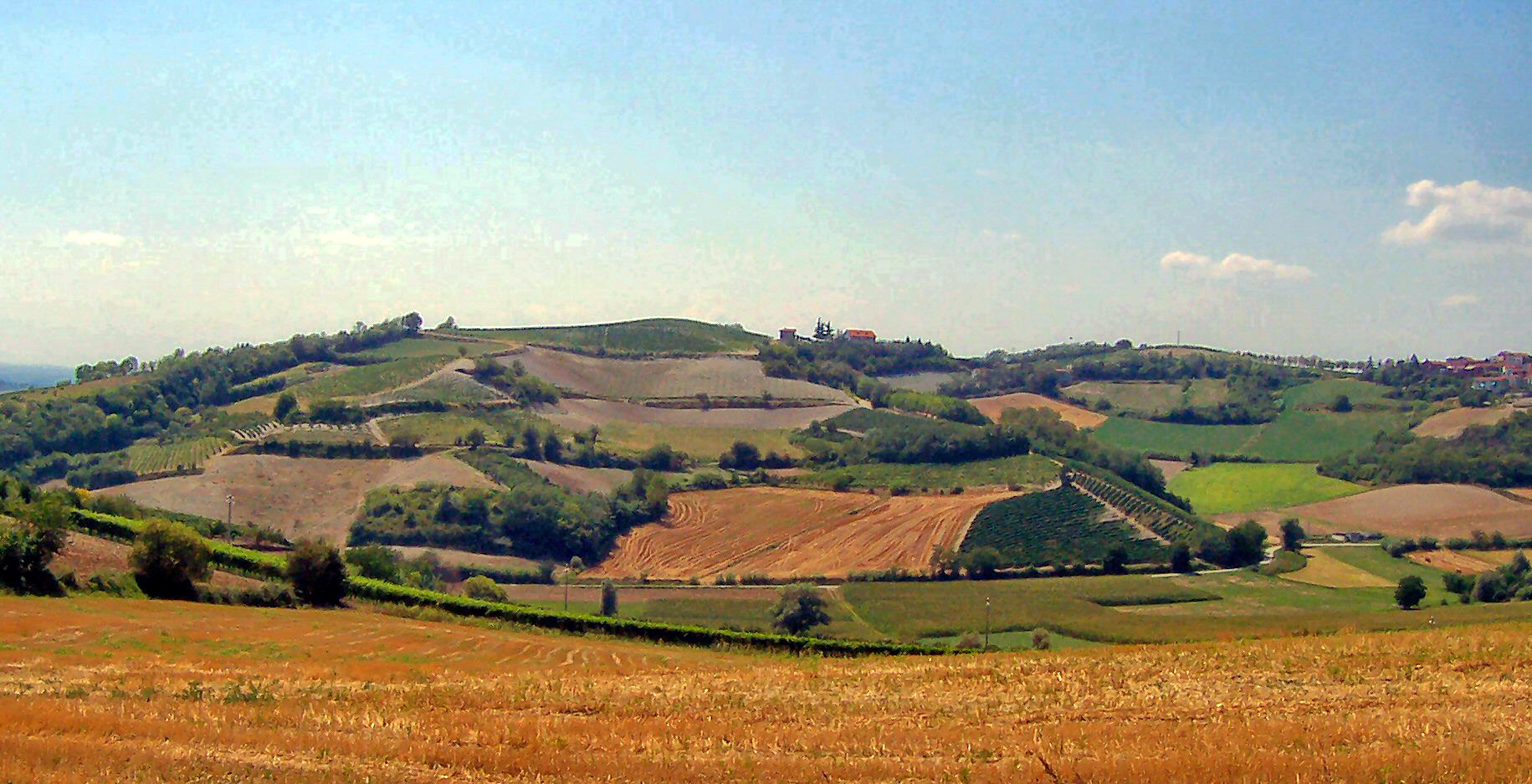
Montferratská krajina

Území Montferrat zahrnovalo nejprve jenom oblast na pravém břehu řeky Pád – od Turína po Casale (Horní Montferrat) – a až později i oblast na jih od Pádu až k řece Tanaro (Dolní Montferrat). Důležitá střediska byla Asti a také Alessandria (člen Lombardské ligy, od 1552 městská republika přičleněná k Milánsku). 

## Historie

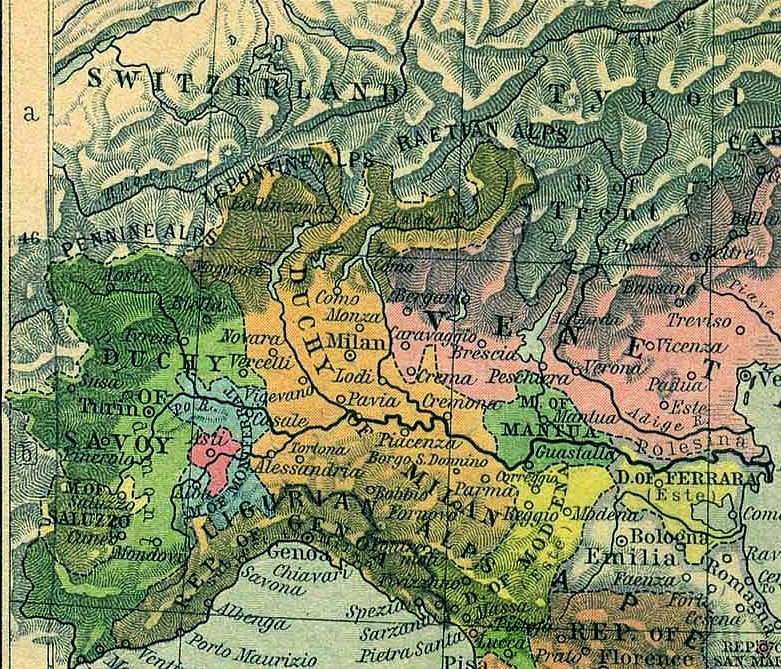
Markrabství Montferrat (modře) v roce 1494

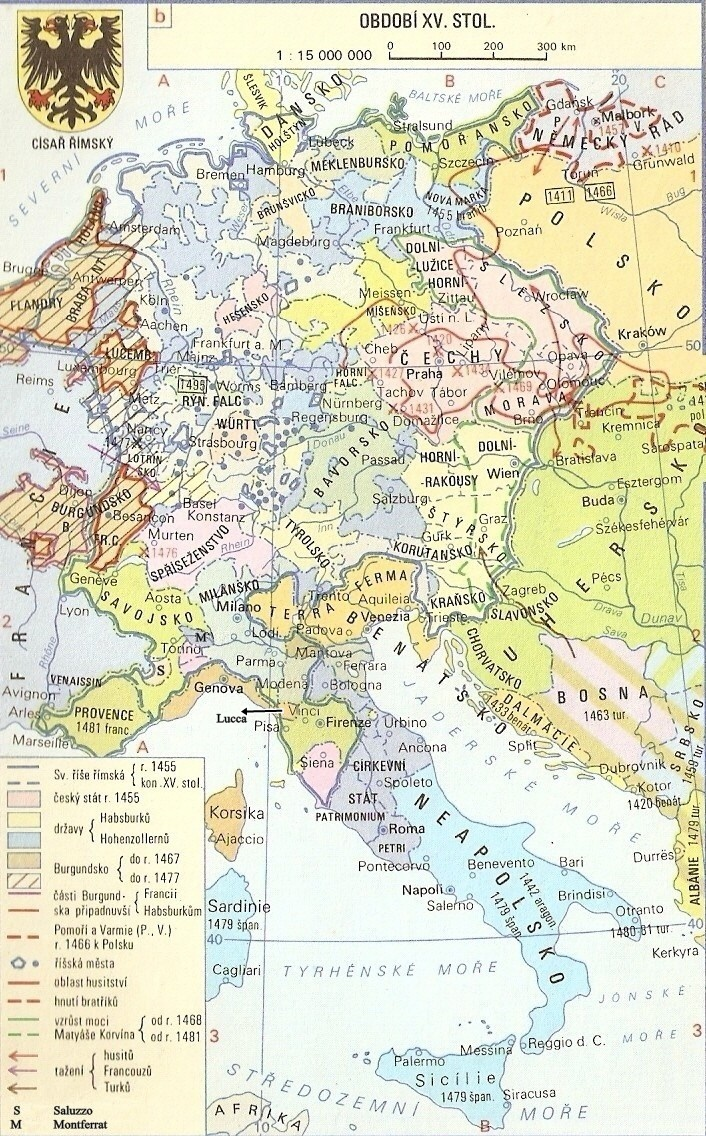
Evropa v 15. století

Na sklonku 10. století zde vzniklo z bývalého hrabství Franské říše markrabství Montferrat. Montferratský markrabě (markýz) Bonifác z Montferratu, jeden z velitelů čtvrté křížové výpravy, získal nakrátko (1204–1207) i Soluňské království. Po vymření domácího rodu tu vládla v letech 1305–1536 vedlejší linie byzantské císařské dynastie Palailogovců. Význam Montferratu však brzy zatlačila rostoucí moc Piemontu, resp. Savojska.
Od roku 1536 až 1566 byl Montferrat v držení rodu Gonzagů z Mantovy a po vymření hlavní větve byla část území připojena k Savojsku (1631), zbytek (jako exkláva) k Mantově. V rámci Savojska bylo markrabství povýšeno na vévodství roku 1574.

## Seznam markrabat (markýzů)

Znaky dynastií Montferratu:
Aleramovci (do roku 1305)
Palaiologové (1306–1533, znak do 1494)
Palaiologové (znak po 1494)
Gonzagové (1533–1574)

Dynastie Aleramovců:
- † 991 Alderam
- 991 – po 1031 – Odo
- po 1031–1084 Vilém I.
- před 1093–Vilém II.
- 1111–1140 Reginhar
- 1140–1183 Vilém III.
- 1183–1192 Konrád
- 1192–1207 Bonifác I., od 1204 soluňský král
- 1207–1222 Markéta (regentka)
- 1207–1225 Vilém V.
- 1225–1255 Bonifác II.
- 1255–1292 Vilém VI.
- 1292–1305 Jan

Dynastie Palailogovců:
- 1305–1338 Theodor I.
- 1338–1372 Jan I., pán Asti
- 1372–1378 Odo II.
- 1378–1381 Jan II.
- 1381–1418 Theodor II., 1409 – 1413 pán Janova
- 1418–1445 Jan Jakub
- 1445–1464 Jan III.
- 1464–1483 Vilém I.
- 1483–1494 Bonifác I.
- 1494–1518 Vilém II.
- 1518–1530 Bonifác II.
- 1530–1533 Vilém Jiří
- 1533–1536 španělská okupace
- 1536–1566 Markéta, provdána za vévodu z Mantovy